# Campeonato Mundial de Piragüismo en Eslalon de 1951
El II Campeonato Mundial de Piragüismo en Eslalon se celebró en Steyr (Austria) entre el 25 y el 26 de julio de 1951 bajo la organización de la Federación Internacional de Piragüismo (ICF) y la Federación Austríaca de Piragüismo.
Las competiciones se realizaron en el canal de piragüismo en eslalon acondicionado en el río Steyr.

## Medallistas

### Masculino
| Evento         | Oro                                                                                                | Plata                                                                                                  | Bronce |
| -------------- | -------------------------------------------------------------------------------------------------- | --- | --- |
| F1 individual  | Hans Frühwirth · Austria · 184,2 s                                                                 | Rudolf Pillwein · Austria · 201,0 s                                                                    | Rudolf Sausgruber · Austria · 208,0 s                                                                          |
| C1 individual  | Charles Dussuet · Suiza · 251,6                                                                    | Jaroslav Váňa Checoslovaquia 260,8                                                                     | Jacques Marsigny Francia 301,5                                                                                 |
| C2 individual  | Claude Neveu Roger Paris Francia 274,2                                                             | Jacques Musson André Pean Francia 286,6                                                                | Václav Havel Jiří Pecka Checoslovaquia 346,9                                                                   |
| F1 por equipos | Hans Frühwirth · Rudolf Pillwein · Othmar Eiterer · Austria · 646,6                                | Albert Krais Ernst Sonntag Erich Seidel RFA 705,3                                                      | Eduard Kunz · Werner Zimmermann · Jean Engler · Suiza · 766,1                                                  |
| C1 por equipos | Václav Nič Jaroslav Váňa Jan Pecka Checoslovaquia 846,8                                            | Jacques Marsigny Roger Paris Pierre Biehler Francia 985,4                                              | — |
| C2 por equipos | Francia Pierre d'Alençon / Jean Dreux Jacques Musson / André Pean Claude Neveu / Roger Paris 985,0 | Checoslovaquia Václav Nič / Jan Šulc Bohuslav Fiala / Bohumil Berdych Václav Havel / Jiří Pecka 1114,8 | Suiza · Charles Dussuet / Deglise Melle · Pierre Dufour / R. Esseiva · Jean-Paul Rössinger / R. Junod · 1341,0 |

### Femenino
| Evento         | Oro                                                                        | Plata                                                | Bronce                                                            |
| -------------- | -------------------------------------------------------------------------- | ---------------------------------------------------- | ----------------------------------------------------------------- |
| F1 individual  | Gerti Pertlwieser · Austria · 235,6 s                                      | Friederike Schwingl · Austria · 249,0 s              | Anni Reifinger RFA 287,5 s                                        |
| F1 por equipos | Gerti Pertlwieser · Friederike Schwingl · Heidi Pillwein · Austria · 774,5 | Anni Reifinger Liesl Fischer Anni Anwander RFA 839,3 | Eva Speck · Elsa Oderholz · Madeleine Zimmermann · Suiza · 1069,2 |

## Medallero
| Núm. | País           | Oro | Plata | Bronce | Total |
| ---- | -------------- | --- | ----- | ------ | ----- |
| 1    | Austria        | 4   | 2     | 1      | 7     |
| 2    | Francia        | 2   | 2     | 1      | 5     |
| 3    | Checoslovaquia | 1   | 2     | 1      | 4     |
| 4    | Suiza          | 1   | 0     | 3      | 4     |
| 5    | RFA            | 0   | 2     | 1      | 3     |
|      | TOTAL          | 8   | 8     | 7      | 23    |